# Hollis (Alaska)
Hollis is een plaats (census-designated place) in de Amerikaanse staat Alaska, en valt bestuurlijk gezien onder Prince of Wales-Outer Ketchikan Census Area.

## Demografie
Bij de volkstelling in 2000 werd het aantal inwoners vastgesteld op 139.

## Geografie
Volgens het United States Census Bureau beslaat de plaats een oppervlakte van 167,4 km², waarvan 163,8 km² land en 3,6 km² water.
De plaats ligt aan de Kasaan Bay op het Prins van Waleseiland.

## Plaatsen in de nabije omgeving
De onderstaande figuur toont nabijgelegen plaatsen in een straal van 40 km rond Hollis.